# Léo Lacroix (Fussballspieler)
Léo Sébastien Lacroix (* 27. Februar 1992 in Lausanne) ist ein Schweizer Fussballspieler, der wegen seiner brasilianischen Mutter auch die brasilianische Staatsbürgerschaft besitzt.

## Karriere

### Vereine
Bis 2016 spielte Lacroix beim FC Sion, für die Sittener absolvierte er 78 Spiele in der Super League. Mit dem FC Sion gewann er 2015 den Schweizer Cup, wobei er im Final gegen Basel durchspielte. Anschliessend wechselte er nach Frankreich zu Saint-Étienne in die Ligue 1.
Am 31. Januar 2018 wechselte er bis Ende Juli leihweise zum FC Basel, für den er 9 Erstligaspiele bestritt. Am 10. August 2018 wechselte er bis zum Ende der Saison 2018/19 auf Leihbasis in die 2. Bundesliga zum Hamburger SV, für den er 16 Zweitligaspiele absolvierte. Unter den Trainern Christian Titz und Hannes Wolf war er hinter Rick van Drongelen und David Bates sowie zeitweise hinter den zunächst langzeitverletzten Kyriakos Papadopoulos und Gideon Jung lediglich Reservist. Erst in der Endphase der Saison konnte sich Lacroix einen Stammplatz erspielen und lief die letzten 6 Spiele in der Startelf auf. Sein einziges Tor im HSV-Trikot erzielte er am bedeutungslosen 34. Spieltag beim 3:0-Heimsieg gegen den MSV Duisburg. Lacroix verliess den Verein zum Vertragsende.
In der Saison 2019/20 gehörte er wieder zum Kader von Saint-Étienne, wurde aber nur dreimal bei der zweiten Mannschaft eingesetzt. Nachdem sein Vertrag mit dem Ende der Saison ausgelaufen war, war Lacroix zunächst ohne Verein. Anfang Januar 2021 kehrte er zu seinem ersten Verein, dem FC Sion, zurück und unterschrieb dort einen Vertrag bis zum Ende der Saison 2021/22. Nach 13 Spielen für die Walliser in der Super League wechselte er im August 2021 zum australischen Erstligisten Western United.
Am 17. Juli 2023 wechselte er mit einem Einjahresvertrag mit Verlängerungsoption zum rumänischen Erstligisten CS Universitatea Craiova. Am 13. Mai 2024 wurde sein Vertrag in beiderseitigem Einvernehmen aufgelöst, ein Tag nach der 1:3-Niederlage gegen den FC Hermannstadt, die Craiova auf den letzten Platz und in die zweite Liga absteigen liess.
Am 22. August 2024 wechselte Lacroix zum saudi-arabischen Verein Al-Jabalain FC, für den er bisher zweimal auflief und am 30. Oktober 2024 beim 3:1-Sieg im Achtelfinal des Saudi King’s Cups gegen Al-Ettifaq in der 9. Minute das Tor zum zwischenzeitlichen 1:0 schoss.

### Nationalmannschaften
Lacroix absolvierte vier Einsätze mit der Schweizer Nationalmannschaft der U21. Sein erstes Nationalmannschafts-Aufgebot erhielt er für die WM-Qualifikationsspiele gegen Ungarn und Andorra am 7. bzw. 10. Oktober 2016, kam dabei aber nicht zum Einsatz.
Sein A-Nationalmannschaftsdebüt gab er am 14. November 2018 bei der 0:1-Niederlage gegen Katar.

## Erfolge
FC Sion
- Schweizer Cupsieger: 2015